# Radeon R200
Radeon R200 je technické označení pro GPU vyvíjené firmou ATI (dnes AMD) a je pájen na grafické karty řady Radeon 8000/9000. Podporuje DirectX 8.1, Shader model 1.4. Jádra byla vydána v roce 2001 až 2004. Nástupce byl Radeon R300.

## Modely
- Použitý proces 150 nm
- DirectX 8.1 a OpenGL 1.3 (částečně 1.4)

### R200
- Vydáno v roce 2001
- Jádro
  - Frekvence až 275 MHz
  - 2 vertex, 4 pixel, 8 TMU a 4 ROP jednotky
- AGP 4x
- Paměť
  - Až 128 MiB DDR SDRAM
  - Efektivní frekvence až 550 MHz
  - Propustnost až 8,8 GB/s
  - 128bitová sběrnice
- Grafické karty: Radeon 8500 LE, 8500, 8500 AIW, 8500 AIW DV, 9100

### RV250
- Vydáno v roce 2002
- Jádro
  - Frekvence až 275 MHz
  - 1 vertex, 4 pixel, 4 TMU a 4 ROP jednotky
- AGP 4x, PCI
- Paměť
  - Až 128 MiB DDR
  - Efektivní frekvence až 550 MHz
  - Propustnost až 8,6 GB/s
  - 128bitová sběrnice
- Grafické karty: Radeon 9000, 9000 Pro, 9000 Pro AIW

### RV280
- Vydáno v roce 2003
- Jádro
  - Frekvence až 275 MHz
  - 1 vertex, 4 pixel, 4 TMU a 4 ROP jednotky
- AGP 8x, PCI
- Paměť
  - Až 256 MiB DDR
  - Efektivní frekvence až 400 MHz
  - Propustnost až 6,4 GB/s
  - Až 128bitová sběrnice
- Grafické karty: Radeon 9000, 9000 Pro, 9000 Pro AIW